# Liste des planètes mineures (300001-301000)
Voici la liste des planètes mineures numérotés de 300001 à 301000. Les planètes mineures sont numérotées lorsque leur orbite est confirmée, ce qui peut parfois se produire longtemps après leur découverte. Elles sont classées ici par leur numéro et donc approximativement par leur date de découverte.

## Planètes mineures 300001 à 301000

### 300001-300100
| Nom                 | Désignation provisoire | Date de la découverte | Découvreur            |
| ------------------- | ---------------------- | --------------------- | --------------------- |
| (300001)            | 2006 UA35              | 16 octobre 2006       | Spacewatch            |
| (300002)            | 2006 US35              | 16 octobre 2006       | Spacewatch            |
| (300003)            | 2006 UK37              | 16 octobre 2006       | Spacewatch            |
| (300004)            | 2006 UC40              | 16 octobre 2006       | Spacewatch            |
| (300005)            | 2006 UQ40              | 16 octobre 2006       | Spacewatch            |
| (300006)            | 2006 UY42              | 16 octobre 2006       | Spacewatch            |
| (300007)            | 2006 UU47              | 17 octobre 2006       | Spacewatch            |
| (300008)            | 2006 UC50              | 17 octobre 2006       | Spacewatch            |
| (300009)            | 2006 UA53              | 17 octobre 2006       | Mt. Lemmon Survey     |
| (300010)            | 2006 UA54              | 17 octobre 2006       | Mt. Lemmon Survey     |
| (300011)            | 2006 UC68              | 16 octobre 2006       | CSS                   |
| (300012)            | 2006 UN68              | 30 septembre 2006     | CSS                   |
| (300013)            | 2006 UG72              | 17 octobre 2006       | Mt. Lemmon Survey     |
| (300014)            | 2006 UG73              | 17 octobre 2006       | Spacewatch            |
| (300015)            | 2006 UQ73              | 17 octobre 2006       | Spacewatch            |
| (300016)            | 2006 UO74              | 17 octobre 2006       | Spacewatch            |
| (300017)            | 2006 UU78              | 17 octobre 2006       | Spacewatch            |
| (300018)            | 2006 UZ79              | 17 octobre 2006       | Mt. Lemmon Survey     |
| (300019)            | 2006 UU84              | 17 octobre 2006       | Mt. Lemmon Survey     |
| (300020)            | 2006 UM85              | 17 octobre 2006       | Mt. Lemmon Survey     |
| (300021)            | 2006 UV86              | 17 octobre 2006       | Mt. Lemmon Survey     |
| (300022)            | 2006 UE89              | 17 octobre 2006       | Spacewatch            |
| (300023)            | 2006 UD91              | 17 octobre 2006       | Spacewatch            |
| (300024)            | 2006 UZ91              | 18 octobre 2006       | Spacewatch            |
| (300025)            | 2006 UL92              | 18 octobre 2006       | Spacewatch            |
| (300026)            | 2006 UO97              | 18 octobre 2006       | Spacewatch            |
| (300027)            | 2006 UK98              | 18 octobre 2006       | Spacewatch            |
| (300028)            | 2006 UT98              | 18 octobre 2006       | Spacewatch            |
| (300029)            | 2006 UM100             | 18 octobre 2006       | Spacewatch            |
| (300030)            | 2006 UX101             | 18 octobre 2006       | Spacewatch            |
| (300031)            | 2006 UC107             | 18 octobre 2006       | Spacewatch            |
| (300032)            | 2006 UA109             | 18 octobre 2006       | Spacewatch            |
| (300033)            | 2006 UG109             | 18 octobre 2006       | Spacewatch            |
| (300034)            | 2006 UN113             | 19 octobre 2006       | Spacewatch            |
| (300035)            | 2006 UN123             | 19 octobre 2006       | Spacewatch            |
| (300036)            | 2006 UV123             | 19 octobre 2006       | Spacewatch            |
| (300037)            | 2006 UL131             | 19 octobre 2006       | Spacewatch            |
| (300038)            | 2006 UF132             | 19 octobre 2006       | Mt. Lemmon Survey     |
| (300039)            | 2006 UT132             | 19 octobre 2006       | Spacewatch            |
| (300040)            | 2006 UY133             | 19 octobre 2006       | Spacewatch            |
| (300041)            | 2006 UR135             | 19 octobre 2006       | Spacewatch            |
| (300042)            | 2006 UY135             | 19 octobre 2006       | Spacewatch            |
| (300043)            | 2006 UT137             | 19 octobre 2006       | Mt. Lemmon Survey     |
| (300044)            | 2006 UU137             | 19 octobre 2006       | Mt. Lemmon Survey     |
| (300045)            | 2006 UQ139             | 19 octobre 2006       | Mt. Lemmon Survey     |
| (300046)            | 2006 UQ140             | 19 octobre 2006       | Spacewatch            |
| (300047)            | 2006 UB141             | 19 octobre 2006       | Spacewatch            |
| (300048)            | 2006 UC141             | 19 octobre 2006       | Mt. Lemmon Survey     |
| (300049)            | 2006 UB142             | 19 octobre 2006       | Spacewatch            |
| (300050)            | 2006 UX166             | 21 octobre 2006       | Mt. Lemmon Survey     |
| (300051)            | 2006 UU169             | 21 octobre 2006       | Mt. Lemmon Survey     |
| (300052)            | 2006 UW169             | 21 octobre 2006       | Mt. Lemmon Survey     |
| (300053)            | 2006 UG172             | 21 octobre 2006       | Spacewatch            |
| (300054)            | 2006 UH173             | 22 octobre 2006       | Mt. Lemmon Survey     |
| (300055)            | 2006 UQ178             | 16 octobre 2006       | CSS                   |
| (300056)            | 2006 US181             | 16 octobre 2006       | CSS                   |
| (300057)            | 2006 UF183             | 17 octobre 2006       | CSS                   |
| (300058)            | 2006 US184             | 23 octobre 2006       | Endate, K.            |
| (300059)            | 2006 UV186             | 19 octobre 2006       | CSS                   |
| (300060)            | 2006 UO187             | 19 octobre 2006       | CSS                   |
| (300061)            | 2006 UA189             | 19 octobre 2006       | CSS                   |
| (300062)            | 2006 UR189             | 19 octobre 2006       | CSS                   |
| (300063)            | 2006 UH193             | 20 octobre 2006       | Mt. Lemmon Survey     |
| (300064)            | 2006 UJ194             | 20 octobre 2006       | Spacewatch            |
| (300065)            | 2006 UJ196             | 20 octobre 2006       | Spacewatch            |
| (300066)            | 2006 UM200             | 21 octobre 2006       | Spacewatch            |
| (300067)            | 2006 UB201             | 21 octobre 2006       | Spacewatch            |
| (300068)            | 2006 UF204             | 22 octobre 2006       | NEAT                  |
| (300069)            | 2006 UP204             | 22 octobre 2006       | NEAT                  |
| (300070)            | 2006 UA206             | 23 octobre 2006       | Spacewatch            |
| (300071)            | 2006 UU206             | 23 octobre 2006       | Spacewatch            |
| (300072)            | 2006 UV206             | 23 octobre 2006       | Spacewatch            |
| (300073)            | 2006 UD207             | 23 octobre 2006       | Spacewatch            |
| (300074)            | 2006 UQ207             | 23 octobre 2006       | NEAT                  |
| (300075)            | 2006 UV208             | 23 octobre 2006       | Spacewatch            |
| (300076)            | 2006 UC211             | 23 octobre 2006       | Spacewatch            |
| (300077)            | 2006 UC214             | 23 octobre 2006       | Spacewatch            |
| (300078)            | 2006 UV214             | 25 octobre 2006       | Lin, H.-C., Ye, Q.-z. |
| (300079)            | 2006 UF215             | 26 octobre 2006       | Apitzsch, R.          |
| (300080)            | 2006 UR215             | 25 octobre 2006       | Kelemen, J.           |
| (300081)            | 2006 UB217             | 29 octobre 2006       | Stevens, B. L.        |
| (300082) Moyocoanno | 2006 US217             | 25 octobre 2006       | Fujita, Y.            |
| (300083)            | 2006 UO218             | 16 octobre 2006       | Spacewatch            |
| (300084)            | 2006 UF223             | 17 octobre 2006       | CSS                   |
| (300085)            | 2006 UF226             | 20 octobre 2006       | NEAT                  |
| (300086)            | 2006 UK227             | 20 octobre 2006       | NEAT                  |
| (300087)            | 2006 UX228             | 20 octobre 2006       | NEAT                  |
| (300088)            | 2006 UB232             | 21 octobre 2006       | Mt. Lemmon Survey     |
| (300089)            | 2006 UV232             | 21 octobre 2006       | NEAT                  |
| (300090)            | 2006 UQ234             | 22 octobre 2006       | Mt. Lemmon Survey     |
| (300091)            | 2006 UT237             | 23 octobre 2006       | Spacewatch            |
| (300092)            | 2006 UB239             | 23 octobre 2006       | Spacewatch            |
| (300093)            | 2006 UE244             | 27 octobre 2006       | Mt. Lemmon Survey     |
| (300094)            | 2006 UC248             | 27 octobre 2006       | Mt. Lemmon Survey     |
| (300095)            | 2006 UL252             | 27 octobre 2006       | Mt. Lemmon Survey     |
| (300096)            | 2006 UB255             | 27 octobre 2006       | Mt. Lemmon Survey     |
| (300097)            | 2006 UM256             | 28 octobre 2006       | Spacewatch            |
| (300098)            | 2006 UB260             | 28 octobre 2006       | Mt. Lemmon Survey     |
| (300099)            | 2006 UU264             | 27 octobre 2006       | Mt. Lemmon Survey     |
| (300100)            | 2006 UY264             | 27 octobre 2006       | Mt. Lemmon Survey     |

### 300101-300200
| Nom                      | Désignation provisoire | Date de la découverte | Découvreur                        |
| ------------------------ | ---------------------- | --------------------- | --------------------------------- |
| (300101)                 | 2006 UV265             | 27 octobre 2006       | CSS                               |
| (300102)                 | 2006 UU269             | 27 octobre 2006       | Spacewatch                        |
| (300103)                 | 2006 UW269             | 27 octobre 2006       | Spacewatch                        |
| (300104)                 | 2006 UP273             | 27 octobre 2006       | Spacewatch                        |
| (300105)                 | 2006 UX279             | 28 octobre 2006       | Mt. Lemmon Survey                 |
| (300106)                 | 2006 UV282             | 28 octobre 2006       | Spacewatch                        |
| (300107)                 | 2006 UY285             | 28 octobre 2006       | Spacewatch                        |
| (300108)                 | 2006 UO286             | 28 octobre 2006       | Spacewatch                        |
| (300109)                 | 2006 UW321             | 22 octobre 2006       | Siding Spring Survey              |
| (300110)                 | 2006 UX321             | 25 octobre 2006       | Siding Spring Survey              |
| (300111)                 | 2006 UN329             | 23 octobre 2006       | CSS                               |
| (300112)                 | 2006 UL330             | 16 octobre 2006       | Becker, A. C.                     |
| (300113)                 | 2006 UV331             | 21 octobre 2006       | Becker, A. C.                     |
| (300114)                 | 2006 UL335             | 17 octobre 2006       | CSS                               |
| (300115)                 | 2006 UG337             | 28 octobre 2006       | CSS                               |
| (300116)                 | 2006 UO345             | 28 octobre 2006       | Mt. Lemmon Survey                 |
| (300117)                 | 2006 UQ346             | 22 octobre 2006       | CSS                               |
| (300118)                 | 2006 UH359             | 21 octobre 2006       | Mt. Lemmon Survey                 |
| (300119)                 | 2006 UK360             | 27 octobre 2006       | CSS                               |
| (300120)                 | 2006 VO2               | 3 novembre 2006       | Astronomical Research Observatory |
| (300121)                 | 2006 VN4               | 9 novembre 2006       | Spacewatch                        |
| (300122)                 | 2006 VW7               | 10 novembre 2006      | Spacewatch                        |
| (300123)                 | 2006 VE12              | 11 novembre 2006      | Mt. Lemmon Survey                 |
| (300124) Alessiazecchini | 2006 VG14              | 14 novembre 2006      | Casulli, V. S.                    |
| (300125)                 | 2006 VS20              | 9 novembre 2006       | Spacewatch                        |
| (300126)                 | 2006 VC25              | 10 novembre 2006      | Spacewatch                        |
| (300127)                 | 2006 VF32              | 11 novembre 2006      | Mt. Lemmon Survey                 |
| (300128) Panditjasraj    | 2006 VP32              | 11 novembre 2006      | Mt. Lemmon Survey                 |
| (300129)                 | 2006 VZ37              | 12 novembre 2006      | CSS                               |
| (300130)                 | 2006 VH48              | 10 novembre 2006      | Spacewatch                        |
| (300131)                 | 2006 VU50              | 10 novembre 2006      | Spacewatch                        |
| (300132)                 | 2006 VY50              | 10 novembre 2006      | Spacewatch                        |
| (300133)                 | 2006 VF51              | 10 novembre 2006      | Spacewatch                        |
| (300134)                 | 2006 VJ52              | 11 novembre 2006      | Spacewatch                        |
| (300135)                 | 2006 VX54              | 11 novembre 2006      | Spacewatch                        |
| (300136)                 | 2006 VY55              | 11 novembre 2006      | Spacewatch                        |
| (300137)                 | 2006 VG56              | 11 novembre 2006      | Spacewatch                        |
| (300138)                 | 2006 VS58              | 11 novembre 2006      | Spacewatch                        |
| (300139)                 | 2006 VU58              | 11 novembre 2006      | Mt. Lemmon Survey                 |
| (300140)                 | 2006 VB61              | 11 novembre 2006      | Spacewatch                        |
| (300141)                 | 2006 VV61              | 11 novembre 2006      | Spacewatch                        |
| (300142)                 | 2006 VW61              | 11 novembre 2006      | Spacewatch                        |
| (300143)                 | 2006 VY61              | 11 novembre 2006      | Spacewatch                        |
| (300144)                 | 2006 VW62              | 11 novembre 2006      | Spacewatch                        |
| (300145)                 | 2006 VO63              | 11 novembre 2006      | Spacewatch                        |
| (300146)                 | 2006 VJ67              | 11 novembre 2006      | Spacewatch                        |
| (300147)                 | 2006 VE68              | 11 novembre 2006      | Spacewatch                        |
| (300148)                 | 2006 VX73              | 11 novembre 2006      | Mt. Lemmon Survey                 |
| (300149)                 | 2006 VU80              | 12 novembre 2006      | Mt. Lemmon Survey                 |
| (300150) Lantan          | 2006 VN81              | 12 novembre 2006      | Lin, H.-C., Ye, Q.-z.             |
| (300151)                 | 2006 VR84              | 13 novembre 2006      | Mt. Lemmon Survey                 |
| (300152)                 | 2006 VO85              | 14 novembre 2006      | Spacewatch                        |
| (300153)                 | 2006 VP85              | 14 novembre 2006      | Spacewatch                        |
| (300154)                 | 2006 VW89              | 14 novembre 2006      | Spacewatch                        |
| (300155)                 | 2006 VZ91              | 15 novembre 2006      | Spacewatch                        |
| (300156)                 | 2006 VP96              | 10 novembre 2006      | Spacewatch                        |
| (300157)                 | 2006 VW96              | 10 novembre 2006      | Spacewatch                        |
| (300158)                 | 2006 VB97              | 11 novembre 2006      | Spacewatch                        |
| (300159)                 | 2006 VW121             | 14 novembre 2006      | Mt. Lemmon Survey                 |
| (300160)                 | 2006 VV126             | 15 novembre 2006      | Spacewatch                        |
| (300161)                 | 2006 VU131             | 15 novembre 2006      | Spacewatch                        |
| (300162)                 | 2006 VG135             | 15 novembre 2006      | Spacewatch                        |
| (300163)                 | 2006 VW139             | 15 novembre 2006      | Spacewatch                        |
| (300164)                 | 2006 VE140             | 15 novembre 2006      | Spacewatch                        |
| (300165)                 | 2006 VW140             | 15 novembre 2006      | Spacewatch                        |
| (300166)                 | 2006 VQ142             | 14 novembre 2006      | Spacewatch                        |
| (300167)                 | 2006 VM143             | 15 novembre 2006      | Spacewatch                        |
| (300168)                 | 2006 VA144             | 15 novembre 2006      | CSS                               |
| (300169)                 | 2006 VC146             | 15 novembre 2006      | LINEAR                            |
| (300170)                 | 2006 VB151             | 9 novembre 2006       | NEAT                              |
| (300171)                 | 2006 VS151             | 9 novembre 2006       | NEAT                              |
| (300172)                 | 2006 VS168             | 1er novembre 2006     | CSS                               |
| (300173)                 | 2006 WT                | 17 novembre 2006      | LINEAR                            |
| (300174)                 | 2006 WM11              | 16 novembre 2006      | LINEAR                            |
| (300175)                 | 2006 WV20              | 17 novembre 2006      | Mt. Lemmon Survey                 |
| (300176)                 | 2006 WG26              | 18 novembre 2006      | Spacewatch                        |
| (300177)                 | 2006 WD33              | 16 novembre 2006      | Spacewatch                        |
| (300178)                 | 2006 WV36              | 16 novembre 2006      | Spacewatch                        |
| (300179)                 | 2006 WY36              | 16 novembre 2006      | Spacewatch                        |
| (300180)                 | 2006 WX42              | 16 novembre 2006      | Spacewatch                        |
| (300181)                 | 2006 WK45              | 16 novembre 2006      | Mt. Lemmon Survey                 |
| (300182)                 | 2006 WJ53              | 16 novembre 2006      | CSS                               |
| (300183)                 | 2006 WZ58              | 17 novembre 2006      | Spacewatch                        |
| (300184)                 | 2006 WK61              | 17 novembre 2006      | LINEAR                            |
| (300185)                 | 2006 WB62              | 17 novembre 2006      | CSS                               |
| (300186)                 | 2006 WG64              | 17 novembre 2006      | Mt. Lemmon Survey                 |
| (300187)                 | 2006 WK65              | 17 novembre 2006      | Mt. Lemmon Survey                 |
| (300188)                 | 2006 WD70              | 18 novembre 2006      | Spacewatch                        |
| (300189)                 | 2006 WU71              | 18 novembre 2006      | Spacewatch                        |
| (300190)                 | 2006 WV75              | 18 novembre 2006      | Spacewatch                        |
| (300191)                 | 2006 WQ86              | 18 novembre 2006      | LINEAR                            |
| (300192)                 | 2006 WW87              | 18 novembre 2006      | Mt. Lemmon Survey                 |
| (300193)                 | 2006 WH92              | 19 novembre 2006      | Spacewatch                        |
| (300194)                 | 2006 WC95              | 19 novembre 2006      | Spacewatch                        |
| (300195)                 | 2006 WO96              | 19 novembre 2006      | Spacewatch                        |
| (300196)                 | 2006 WZ96              | 19 novembre 2006      | Spacewatch                        |
| (300197)                 | 2006 WX99              | 19 novembre 2006      | CSS                               |
| (300198)                 | 2006 WH100             | 19 novembre 2006      | CSS                               |
| (300199)                 | 2006 WK100             | 19 novembre 2006      | CSS                               |
| (300200)                 | 2006 WS100             | 19 novembre 2006      | LINEAR                            |

### 300201-300300
| Nom                     | Désignation provisoire | Date de la découverte | Découvreur               |
| ----------------------- | ---------------------- | --------------------- | ------------------------ |
| (300201)                | 2006 WG101             | 19 novembre 2006      | LINEAR                   |
| (300202)                | 2006 WE109             | 19 novembre 2006      | Spacewatch               |
| (300203)                | 2006 WE111             | 19 novembre 2006      | Spacewatch               |
| (300204)                | 2006 WR117             | 20 novembre 2006      | Spacewatch               |
| (300205)                | 2006 WH125             | 22 novembre 2006      | Mt. Lemmon Survey        |
| (300206)                | 2006 WW126             | 15 novembre 2006      | CSS                      |
| (300207)                | 2006 WB137             | 19 novembre 2006      | CSS                      |
| (300208)                | 2006 WF139             | 19 novembre 2006      | Spacewatch               |
| (300209)                | 2006 WT151             | 21 novembre 2006      | Mt. Lemmon Survey        |
| (300210)                | 2006 WB152             | 21 novembre 2006      | Mt. Lemmon Survey        |
| (300211)                | 2006 WP152             | 21 novembre 2006      | Mt. Lemmon Survey        |
| (300212)                | 2006 WZ153             | 22 novembre 2006      | Mt. Lemmon Survey        |
| (300213)                | 2006 WC156             | 22 novembre 2006      | Mt. Lemmon Survey        |
| (300214)                | 2006 WH174             | 23 novembre 2006      | Spacewatch               |
| (300215)                | 2006 WC180             | 24 novembre 2006      | Mt. Lemmon Survey        |
| (300216)                | 2006 WK180             | 24 novembre 2006      | Mt. Lemmon Survey        |
| (300217)                | 2006 WK182             | 24 novembre 2006      | Mt. Lemmon Survey        |
| (300218)                | 2006 WG187             | 23 novembre 2006      | Mt. Lemmon Survey        |
| (300219)                | 2006 WN187             | 23 novembre 2006      | Mt. Lemmon Survey        |
| (300220)                | 2006 WT191             | 27 novembre 2006      | Spacewatch               |
| (300221) Brucebills     | 2006 XA5               | 10 décembre 2006      | Skillman, D. R.          |
| (300222)                | 2006 XF6               | 8 décembre 2006       | NEAT                     |
| (300223)                | 2006 XK32              | 9 décembre 2006       | Spacewatch               |
| (300224)                | 2006 XJ43              | 12 décembre 2006      | CSS                      |
| (300225)                | 2006 XN44              | 13 décembre 2006      | Spacewatch               |
| (300226) Francocanepari | 2006 XK51              | 13 décembre 2006      | San Marcello             |
| (300227)                | 2006 XA52              | 14 décembre 2006      | LINEAR                   |
| (300228)                | 2006 XN54              | 15 décembre 2006      | LINEAR                   |
| (300229)                | 2006 XF73              | 15 décembre 2006      | Spacewatch               |
| (300230)                | 2006 YZ                | 16 décembre 2006      | Spacewatch               |
| (300231)                | 2006 YV3               | 16 décembre 2006      | Mt. Lemmon Survey        |
| (300232)                | 2006 YL5               | 17 décembre 2006      | Mt. Lemmon Survey        |
| (300233)                | 2006 YX8               | 20 décembre 2006      | NEAT                     |
| (300234)                | 2006 YH16              | 21 décembre 2006      | Mt. Lemmon Survey        |
| (300235)                | 2006 YT17              | 22 décembre 2006      | Mt. Lemmon Survey        |
| (300236)                | 2006 YM39              | 22 décembre 2006      | Spacewatch               |
| (300237)                | 2006 YD45              | 20 décembre 2006      | NEAT                     |
| (300238)                | 2007 CM16              | 7 février 2007        | Mt. Lemmon Survey        |
| (300239)                | 2007 CO25              | 8 février 2007        | Mt. Lemmon Survey        |
| (300240)                | 2007 CP26              | 9 février 2007        | Kocher, P.               |
| (300241)                | 2007 CQ60              | 10 février 2007       | CSS                      |
| (300242)                | 2007 DZ70              | 21 février 2007       | Spacewatch               |
| (300243)                | 2007 DE117             | 21 février 2007       | CSS                      |
| (300244)                | 2007 EY8               | 9 mars 2007           | Mt. Lemmon Survey        |
| (300245)                | 2007 EC20              | 10 mars 2007          | Mt. Lemmon Survey        |
| (300246)                | 2007 EE96              | 10 mars 2007          | Mt. Lemmon Survey        |
| (300247)                | 2007 EX111             | 11 mars 2007          | Spacewatch               |
| (300248)                | 2007 ED165             | 15 mars 2007          | LINEAR                   |
| (300249)                | 2007 EE218             | 9 mars 2007           | Mt. Lemmon Survey        |
| (300250)                | 2007 EF222             | 10 mars 2007          | Mt. Lemmon Survey        |
| (300251)                | 2007 FX26              | 20 mars 2007          | Spacewatch               |
| (300252)                | 2007 FN32              | 20 mars 2007          | Spacewatch               |
| (300253)                | 2007 GP7               | 7 avril 2007          | Mt. Lemmon Survey        |
| (300254)                | 2007 GH36              | 14 avril 2007         | Spacewatch               |
| (300255)                | 2007 GT47              | 14 avril 2007         | Mt. Lemmon Survey        |
| (300256)                | 2007 GV60              | 15 avril 2007         | Spacewatch               |
| (300257)                | 2007 GV75              | 15 avril 2007         | Spacewatch               |
| (300258)                | 2007 HT4               | 18 avril 2007         | Pises                    |
| (300259)                | 2007 HJ16              | 23 avril 2007         | Hoenig, S. F., Teamo, N. |
| (300260)                | 2007 HJ24              | 18 avril 2007         | Spacewatch               |
| (300261)                | 2007 HS25              | 18 avril 2007         | Mt. Lemmon Survey        |
| (300262)                | 2007 HQ31              | 19 avril 2007         | Spacewatch               |
| (300263)                | 2007 HS32              | 19 avril 2007         | Spacewatch               |
| (300264)                | 2007 HO35              | 19 avril 2007         | Mt. Lemmon Survey        |
| (300265)                | 2007 HF81              | 25 avril 2007         | Mt. Lemmon Survey        |
| (300266)                | 2007 HW88              | 22 avril 2007         | Spacewatch               |
| (300267)                | 2007 JR2               | 7 mai 2007            | LUSS                     |
| (300268)                | 2007 JK5               | 9 mai 2007            | Mt. Lemmon Survey        |
| (300269)                | 2007 JE11              | 7 mai 2007            | Spacewatch               |
| (300270)                | 2007 JZ16              | 7 mai 2007            | Spacewatch               |
| (300271)                | 2007 JO26              | 9 mai 2007            | Spacewatch               |
| (300272)                | 2007 JK28              | 10 mai 2007           | Spacewatch               |
| (300273)                | 2007 JJ32              | 12 mai 2007           | Spacewatch               |
| (300274)                | 2007 JB40              | 11 mai 2007           | Mt. Lemmon Survey        |
| (300275)                | 2007 KR6               | 25 mai 2007           | Mt. Lemmon Survey        |
| (300276)                | 2007 KG8               | 19 mai 2007           | CSS                      |
| (300277)                | 2007 LR                | 8 juin 2007           | Spacewatch               |
| (300278)                | 2007 LA21              | 12 juin 2007          | Spacewatch               |
| (300279)                | 2007 LU29              | 15 juin 2007          | Spacewatch               |
| (300280)                | 2007 MU2               | 16 juin 2007          | Spacewatch               |
| (300281)                | 2007 ME5               | 17 juin 2007          | Spacewatch               |
| (300282)                | 2007 MF11              | 21 juin 2007          | Mt. Lemmon Survey        |
| (300283)                | 2007 ML23              | 22 juin 2007          | Spacewatch               |
| (300284)                | 2007 NX2               | 14 juillet 2007       | Hoenig, S. F., Teamo, N. |
| (300285)                | 2007 OU3               | 20 juillet 2007       | OAM                      |
| (300286) Zintun         | 2007 OV4               | 21 juillet 2007       | LUSS                     |
| (300287)                | 2007 OA5               | 4 mars 2006           | Spacewatch               |
| (300288)                | 2007 OX5               | 22 juillet 2007       | LUSS                     |
| (300289)                | 2007 OM10              | 18 juillet 2007       | Mt. Lemmon Survey        |
| (300290)                | 2007 PL1               | 5 août 2007           | Ferrando, R.             |
| (300291)                | 2007 PN3               | 6 août 2007           | LUSS                     |
| (300292)                | 2007 PK6               | 6 août 2007           | Broughton, J.            |
| (300293)                | 2007 PN6               | 7 août 2007           | Broughton, J.            |
| (300294)                | 2007 PZ7               | 10 août 2007          | Siding Spring Survey     |
| (300295)                | 2007 PW8               | 6 août 2007           | Chante-Perdrix           |
| (300296)                | 2007 PD10              | 8 août 2007           | LINEAR                   |
| (300297)                | 2007 PG10              | 9 août 2007           | LINEAR                   |
| (300298)                | 2007 PV11              | 8 août 2007           | LINEAR                   |
| (300299)                | 2007 PB12              | 11 août 2007          | LINEAR                   |
| (300300) TAM            | 2007 PL12              | 6 août 2007           | LUSS                     |

### 300301-300400
| Nom                     | Désignation provisoire | Date de la découverte | Découvreur               |
| ----------------------- | ---------------------- | --------------------- | ------------------------ |
| (300301)                | 2007 PH15              | 8 août 2007           | LINEAR                   |
| (300302)                | 2007 PC16              | 8 août 2007           | LINEAR                   |
| (300303)                | 2007 PM18              | 9 août 2007           | LINEAR                   |
| (300304)                | 2007 PY18              | 9 août 2007           | LINEAR                   |
| (300305)                | 2007 PE19              | 9 août 2007           | LINEAR                   |
| (300306)                | 2007 PA20              | 9 août 2007           | LINEAR                   |
| (300307)                | 2007 PF21              | 9 août 2007           | LINEAR                   |
| (300308)                | 2007 PP22              | 11 août 2007          | LINEAR                   |
| (300309)                | 2007 PQ23              | 12 août 2007          | LINEAR                   |
| (300310)                | 2007 PL26              | 11 août 2007          | Siding Spring Survey     |
| (300311)                | 2007 PE27              | 9 août 2007           | Palomar                  |
| (300312)                | 2007 PR28              | 15 août 2007          | Ries, W.                 |
| (300313)                | 2007 PA31              | 5 août 2007           | LINEAR                   |
| (300314)                | 2007 PL32              | 8 août 2007           | LINEAR                   |
| (300315)                | 2007 PE35              | 9 août 2007           | LINEAR                   |
| (300316)                | 2007 PA36              | 12 août 2007          | LINEAR                   |
| (300317)                | 2007 PT36              | 13 août 2007          | LINEAR                   |
| (300318)                | 2007 PN44              | 11 août 2007          | LONEOS                   |
| (300319)                | 2007 PE45              | 10 août 2007          | Spacewatch               |
| (300320)                | 2007 PW49              | 10 août 2007          | Spacewatch               |
| (300321)                | 2007 PK50              | 15 août 2007          | LINEAR                   |
| (300322)                | 2007 QH1               | 16 août 2007          | LINEAR                   |
| (300323)                | 2007 QW2               | 21 août 2007          | Tucker, R. A.            |
| (300324)                | 2007 QZ2               | 21 août 2007          | Hoenig, S. F., Teamo, N. |
| (300325)                | 2007 QL4               | 26 août 2007          | Suno                     |
| (300326)                | 2007 QX5               | 21 août 2007          | LONEOS                   |
| (300327)                | 2007 QL6               | 21 août 2007          | LONEOS                   |
| (300328)                | 2007 QT6               | 21 août 2007          | LONEOS                   |
| (300329)                | 2007 QF9               | 22 août 2007          | LINEAR                   |
| (300330)                | 2007 RG7               | 6 septembre 2007      | Chante-Perdrix           |
| (300331)                | 2007 RP7               | 3 septembre 2007      | CSS                      |
| (300332)                | 2007 RL11              | 9 septembre 2007      | Kocher, P.               |
| (300333)                | 2007 RG15              | 12 septembre 2007     | Chante-Perdrix           |
| (300334) Antonalexander | 2007 RF18              | 12 septembre 2007     | Koenig, M.               |
| (300335)                | 2007 RK20              | 2 septembre 2007      | CSS                      |
| (300336)                | 2007 RN23              | 3 septembre 2007      | CSS                      |
| (300337)                | 2007 RZ27              | 4 septembre 2007      | CSS                      |
| (300338)                | 2007 RJ31              | 5 septembre 2007      | CSS                      |
| (300339)                | 2007 RW31              | 5 septembre 2007      | CSS                      |
| (300340)                | 2007 RF32              | 5 septembre 2007      | CSS                      |
| (300341)                | 2007 RT34              | 6 septembre 2007      | LONEOS                   |
| (300342)                | 2007 RZ37              | 8 septembre 2007      | LONEOS                   |
| (300343)                | 2007 RF41              | 9 septembre 2007      | LONEOS                   |
| (300344)                | 2007 RJ42              | 9 septembre 2007      | Spacewatch               |
| (300345)                | 2007 RG45              | 9 septembre 2007      | Spacewatch               |
| (300346)                | 2007 RR47              | 9 septembre 2007      | Mt. Lemmon Survey        |
| (300347)                | 2007 RV48              | 9 septembre 2007      | Mt. Lemmon Survey        |
| (300348)                | 2007 RP49              | 9 septembre 2007      | Mt. Lemmon Survey        |
| (300349)                | 2007 RR50              | 9 septembre 2007      | Spacewatch               |
| (300350)                | 2007 RB52              | 9 septembre 2007      | Spacewatch               |
| (300351)                | 2007 RH52              | 9 septembre 2007      | Spacewatch               |
| (300352)                | 2007 RH55              | 30 septembre 2003     | Spacewatch               |
| (300353)                | 2007 RG57              | 9 septembre 2007      | Spacewatch               |
| (300354)                | 2007 RV57              | 9 septembre 2007      | Mt. Lemmon Survey        |
| (300355)                | 2007 RP65              | 10 septembre 2007     | Mt. Lemmon Survey        |
| (300356)                | 2007 RU68              | 10 septembre 2007     | Spacewatch               |
| (300357)                | 2007 RM69              | 10 septembre 2007     | Spacewatch               |
| (300358)                | 2007 RL76              | 10 septembre 2007     | Mt. Lemmon Survey        |
| (300359)                | 2007 RY76              | 10 septembre 2007     | Mt. Lemmon Survey        |
| (300360)                | 2007 RV86              | 10 septembre 2007     | Mt. Lemmon Survey        |
| (300361)                | 2007 RO87              | 10 septembre 2007     | Mt. Lemmon Survey        |
| (300362)                | 2007 RX89              | 10 septembre 2007     | Mt. Lemmon Survey        |
| (300363)                | 2007 RM91              | 10 septembre 2007     | Mt. Lemmon Survey        |
| (300364)                | 2007 RZ91              | 10 septembre 2007     | Mt. Lemmon Survey        |
| (300365)                | 2007 RJ102             | 11 septembre 2007     | CSS                      |
| (300366)                | 2007 RO108             | 11 septembre 2007     | Spacewatch               |
| (300367)                | 2007 RA109             | 11 septembre 2007     | Spacewatch               |
| (300368)                | 2007 RN120             | 12 septembre 2007     | CSS                      |
| (300369)                | 2007 RO122             | 12 septembre 2007     | Mt. Lemmon Survey        |
| (300370)                | 2007 RE126             | 12 septembre 2007     | Mt. Lemmon Survey        |
| (300371)                | 2007 RS130             | 12 septembre 2007     | Mt. Lemmon Survey        |
| (300372)                | 2007 RS134             | 12 septembre 2007     | LONEOS                   |
| (300373)                | 2007 RH140             | 13 septembre 2007     | LINEAR                   |
| (300374)                | 2007 RB141             | 13 septembre 2007     | LINEAR                   |
| (300375)                | 2007 RR142             | 13 septembre 2007     | LINEAR                   |
| (300376)                | 2007 RB145             | 14 septembre 2007     | LINEAR                   |
| (300377)                | 2007 RM145             | 14 septembre 2007     | LINEAR                   |
| (300378)                | 2007 RD146             | 15 septembre 2007     | LINEAR                   |
| (300379)                | 2007 RX148             | 12 septembre 2007     | CSS                      |
| (300380)                | 2007 RQ150             | 15 septembre 2007     | Mt. Lemmon Survey        |
| (300381)                | 2007 RV150             | 9 septembre 2007      | LONEOS                   |
| (300382)                | 2007 RQ156             | 10 septembre 2007     | Mt. Lemmon Survey        |
| (300383)                | 2007 RB158             | 12 septembre 2007     | CSS                      |
| (300384)                | 2007 RP158             | 12 septembre 2007     | CSS                      |
| (300385)                | 2007 RO164             | 10 septembre 2007     | Spacewatch               |
| (300386)                | 2007 RK174             | 10 septembre 2007     | Spacewatch               |
| (300387)                | 2007 RY195             | 13 septembre 2007     | CSS                      |
| (300388)                | 2007 RT196             | 13 septembre 2007     | Mt. Lemmon Survey        |
| (300389)                | 2007 RL202             | 13 septembre 2007     | Spacewatch               |
| (300390)                | 2007 RK208             | 10 septembre 2007     | Spacewatch               |
| (300391)                | 2007 RB216             | 12 septembre 2007     | Spacewatch               |
| (300392)                | 2007 RY217             | 13 septembre 2007     | Mt. Lemmon Survey        |
| (300393)                | 2007 RS222             | 14 septembre 2007     | Mt. Lemmon Survey        |
| (300394)                | 2007 RN226             | 10 septembre 2007     | Spacewatch               |
| (300395)                | 2007 RG231             | 11 septembre 2007     | Mt. Lemmon Survey        |
| (300396)                | 2007 RL240             | 14 septembre 2007     | Mt. Lemmon Survey        |
| (300397)                | 2007 RA242             | 13 septembre 2007     | LINEAR                   |
| (300398)                | 2007 RK253             | 13 septembre 2007     | Mt. Lemmon Survey        |
| (300399)                | 2007 RW256             | 14 septembre 2007     | Spacewatch               |
| (300400)                | 2007 RV258             | 14 septembre 2007     | Mt. Lemmon Survey        |

### 300401-300500
| Nom      | Désignation provisoire | Date de la découverte | Découvreur                        |
| -------- | ---------------------- | --------------------- | --------------------------------- |
| (300401) | 2007 RM259             | 1er août 1998         | ODAS                              |
| (300402) | 2007 RF260             | 14 septembre 2007     | Mt. Lemmon Survey                 |
| (300403) | 2007 RM262             | 15 septembre 2007     | Spacewatch                        |
| (300404) | 2007 RH271             | 15 septembre 2007     | Mt. Lemmon Survey                 |
| (300405) | 2007 RD277             | 5 septembre 2007      | LONEOS                            |
| (300406) | 2007 RF281             | 13 septembre 2007     | CSS                               |
| (300407) | 2007 RN284             | 11 septembre 2007     | Mt. Lemmon Survey                 |
| (300408) | 2007 RW284             | 12 septembre 2007     | Mt. Lemmon Survey                 |
| (300409) | 2007 RG287             | 9 septembre 2007      | Mt. Lemmon Survey                 |
| (300410) | 2007 RO287             | 9 septembre 2007      | Mt. Lemmon Survey                 |
| (300411) | 2007 RK288             | 12 septembre 2007     | CSS                               |
| (300412) | 2007 RQ290             | 10 septembre 2007     | Mt. Lemmon Survey                 |
| (300413) | 2007 RY295             | 15 septembre 2007     | Mt. Lemmon Survey                 |
| (300414) | 2007 RC296             | 9 septembre 2007      | Mt. Lemmon Survey                 |
| (300415) | 2007 RW296             | 15 septembre 2007     | Mt. Lemmon Survey                 |
| (300416) | 2007 RN298             | 10 septembre 2007     | Spacewatch                        |
| (300417) | 2007 RK314             | 15 septembre 2007     | LONEOS                            |
| (300418) | 2007 RQ318             | 11 septembre 2007     | Spacewatch                        |
| (300419) | 2007 RO321             | 14 septembre 2007     | LINEAR                            |
| (300420) | 2007 SN5               | 11 septembre 2007     | CSS                               |
| (300421) | 2007 SD15              | 21 septembre 2007     | PMO NEO Survey Program            |
| (300422) | 2007 SH16              | 30 septembre 2007     | Spacewatch                        |
| (300423) | 2007 SH19              | 18 septembre 2007     | Mt. Lemmon Survey                 |
| (300424) | 2007 SG20              | 25 septembre 2007     | Mt. Lemmon Survey                 |
| (300425) | 2007 TA4               | 5 octobre 2007        | Ferrando, R.                      |
| (300426) | 2007 TM5               | 3 octobre 2007        | Teamo, N.                         |
| (300427) | 2007 TW8               | 6 octobre 2007        | Bickel, W.                        |
| (300428) | 2007 TX11              | 6 octobre 2007        | LINEAR                            |
| (300429) | 2007 TN12              | 6 octobre 2007        | LINEAR                            |
| (300430) | 2007 TC16              | 6 octobre 2007        | Astronomical Research Observatory |
| (300431) | 2007 TP16              | 4 octobre 2007        | CSS                               |
| (300432) | 2007 TT17              | 7 octobre 2007        | Chante-Perdrix                    |
| (300433) | 2007 TX21              | 7 octobre 2007        | Spacewatch                        |
| (300434) | 2007 TR28              | 4 octobre 2007        | Spacewatch                        |
| (300435) | 2007 TT32              | 6 octobre 2007        | Spacewatch                        |
| (300436) | 2007 TF34              | 6 octobre 2007        | Spacewatch                        |
| (300437) | 2007 TM34              | 6 octobre 2007        | Spacewatch                        |
| (300438) | 2007 TX38              | 6 octobre 2007        | Spacewatch                        |
| (300439) | 2007 TH39              | 13 septembre 2007     | Mt. Lemmon Survey                 |
| (300440) | 2007 TG42              | 7 octobre 2007        | Mt. Lemmon Survey                 |
| (300441) | 2007 TO43              | 7 octobre 2007        | Mt. Lemmon Survey                 |
| (300442) | 2007 TQ43              | 7 octobre 2007        | Mt. Lemmon Survey                 |
| (300443) | 2007 TR47              | 4 octobre 2007        | Spacewatch                        |
| (300444) | 2007 TQ50              | 4 octobre 2007        | Spacewatch                        |
| (300445) | 2007 TP53              | 4 octobre 2007        | Spacewatch                        |
| (300446) | 2007 TK54              | 4 octobre 2007        | Spacewatch                        |
| (300447) | 2007 TV54              | 4 octobre 2007        | Spacewatch                        |
| (300448) | 2007 TO55              | 4 octobre 2007        | Spacewatch                        |
| (300449) | 2007 TW59              | 5 octobre 2007        | Spacewatch                        |
| (300450) | 2007 TJ63              | 7 octobre 2007        | Mt. Lemmon Survey                 |
| (300451) | 2007 TA68              | 10 octobre 2007       | Tucker, R. A.                     |
| (300452) | 2007 TY70              | 13 octobre 2007       | Tucker, R. A.                     |
| (300453) | 2007 TF74              | 8 octobre 2007        | CSS                               |
| (300454) | 2007 TM74              | 13 octobre 2007       | Tucker, R. A.                     |
| (300455) | 2007 TM77              | 5 octobre 2007        | Spacewatch                        |
| (300456) | 2007 TQ77              | 5 octobre 2007        | Spacewatch                        |
| (300457) | 2007 TE79              | 5 octobre 2007        | Spacewatch                        |
| (300458) | 2007 TW81              | 7 octobre 2007        | Mt. Lemmon Survey                 |
| (300459) | 2007 TB83              | 8 octobre 2007        | Mt. Lemmon Survey                 |
| (300460) | 2007 TC86              | 8 octobre 2007        | Mt. Lemmon Survey                 |
| (300461) | 2007 TH86              | 8 octobre 2007        | CSS                               |
| (300462) | 2007 TK86              | 8 octobre 2007        | Mt. Lemmon Survey                 |
| (300463) | 2007 TL86              | 8 octobre 2007        | Mt. Lemmon Survey                 |
| (300464) | 2007 TG87              | 8 octobre 2007        | Mt. Lemmon Survey                 |
| (300465) | 2007 TN94              | 7 octobre 2007        | CSS                               |
| (300466) | 2007 TC97              | 8 octobre 2007        | Mt. Lemmon Survey                 |
| (300467) | 2007 TW98              | 8 octobre 2007        | Mt. Lemmon Survey                 |
| (300468) | 2007 TP107             | 4 octobre 2007        | Spacewatch                        |
| (300469) | 2007 TQ107             | 4 octobre 2007        | CSS                               |
| (300470) | 2007 TN112             | 8 octobre 2007        | CSS                               |
| (300471) | 2007 TR113             | 8 octobre 2007        | LONEOS                            |
| (300472) | 2007 TE114             | 8 octobre 2007        | CSS                               |
| (300473) | 2007 TK114             | 8 octobre 2007        | CSS                               |
| (300474) | 2007 TW114             | 8 octobre 2007        | Spacewatch                        |
| (300475) | 2007 TO116             | 9 octobre 2007        | Spacewatch                        |
| (300476) | 2007 TG117             | 9 octobre 2007        | Spacewatch                        |
| (300477) | 2007 TV119             | 9 octobre 2007        | Mt. Lemmon Survey                 |
| (300478) | 2007 TT120             | 4 octobre 2007        | Spacewatch                        |
| (300479) | 2007 TG123             | 6 octobre 2007        | Spacewatch                        |
| (300480) | 2007 TH125             | 6 octobre 2007        | Spacewatch                        |
| (300481) | 2007 TA126             | 6 octobre 2007        | Spacewatch                        |
| (300482) | 2007 TB126             | 6 octobre 2007        | Spacewatch                        |
| (300483) | 2007 TC127             | 6 octobre 2007        | Spacewatch                        |
| (300484) | 2007 TV127             | 6 octobre 2007        | Spacewatch                        |
| (300485) | 2007 TK129             | 6 octobre 2007        | Spacewatch                        |
| (300486) | 2007 TK130             | 6 octobre 2007        | PMO NEO Survey Program            |
| (300487) | 2007 TT131             | 7 octobre 2007        | Mt. Lemmon Survey                 |
| (300488) | 2007 TZ132             | 7 octobre 2007        | Mt. Lemmon Survey                 |
| (300489) | 2007 TJ133             | 7 octobre 2007        | Mt. Lemmon Survey                 |
| (300490) | 2007 TZ134             | 8 octobre 2007        | Spacewatch                        |
| (300491) | 2007 TQ142             | 13 octobre 2007       | Chante-Perdrix                    |
| (300492) | 2007 TE143             | 9 octobre 2007        | PMO NEO Survey Program            |
| (300493) | 2007 TF145             | 6 octobre 2007        | LINEAR                            |
| (300494) | 2007 TK153             | 9 octobre 2007        | LINEAR                            |
| (300495) | 2007 TE155             | 9 octobre 2007        | LINEAR                            |
| (300496) | 2007 TL155             | 9 octobre 2007        | LINEAR                            |
| (300497) | 2007 TW157             | 9 octobre 2007        | LINEAR                            |
| (300498) | 2007 TM158             | 9 octobre 2007        | LINEAR                            |
| (300499) | 2007 TU158             | 9 octobre 2007        | LINEAR                            |
| (300500) | 2007 TO160             | 9 octobre 2007        | LINEAR                            |

### 300501-300600
| Nom      | Désignation provisoire | Date de la découverte | Découvreur             |
| -------- | ---------------------- | --------------------- | ---------------------- |
| (300501) | 2007 TN161             | 4 octobre 2007        | CSS                    |
| (300502) | 2007 TW161             | 11 octobre 2007       | LINEAR                 |
| (300503) | 2007 TB165             | 11 octobre 2007       | LINEAR                 |
| (300504) | 2007 TW165             | 11 octobre 2007       | LINEAR                 |
| (300505) | 2007 TJ172             | 13 octobre 2007       | LINEAR                 |
| (300506) | 2007 TH173             | 4 octobre 2007        | Spacewatch             |
| (300507) | 2007 TJ174             | 4 octobre 2007        | Spacewatch             |
| (300508) | 2007 TV175             | 4 octobre 2007        | PMO NEO Survey Program |
| (300509) | 2007 TG178             | 6 octobre 2007        | PMO NEO Survey Program |
| (300510) | 2007 TZ182             | 8 octobre 2007        | Mt. Lemmon Survey      |
| (300511) | 2007 TP183             | 9 octobre 2007        | Spacewatch             |
| (300512) | 2007 TH186             | 13 octobre 2007       | LINEAR                 |
| (300513) | 2007 TJ186             | 13 octobre 2007       | LINEAR                 |
| (300514) | 2007 TU187             | 14 octobre 2007       | LINEAR                 |
| (300515) | 2007 TF190             | 4 octobre 2007        | Mt. Lemmon Survey      |
| (300516) | 2007 TG193             | 6 octobre 2007        | Spacewatch             |
| (300517) | 2007 TH196             | 7 octobre 2007        | Mt. Lemmon Survey      |
| (300518) | 2007 TD205             | 8 octobre 2007        | Mt. Lemmon Survey      |
| (300519) | 2007 TK210             | 5 octobre 2007        | Spacewatch             |
| (300520) | 2007 TW212             | 7 octobre 2007        | Spacewatch             |
| (300521) | 2007 TA213             | 7 octobre 2007        | Spacewatch             |
| (300522) | 2007 TV213             | 7 octobre 2007        | Spacewatch             |
| (300523) | 2007 TH214             | 7 octobre 2007        | Spacewatch             |
| (300524) | 2007 TX214             | 7 octobre 2007        | Spacewatch             |
| (300525) | 2007 TZ214             | 7 octobre 2007        | Spacewatch             |
| (300526) | 2007 TS215             | 7 octobre 2007        | Spacewatch             |
| (300527) | 2007 TA221             | 9 octobre 2007        | Mt. Lemmon Survey      |
| (300528) | 2007 TY222             | 10 octobre 2007       | Spacewatch             |
| (300529) | 2007 TH225             | 4 octobre 2007        | Spacewatch             |
| (300530) | 2007 TB226             | 8 octobre 2007        | Spacewatch             |
| (300531) | 2007 TN226             | 8 octobre 2007        | Spacewatch             |
| (300532) | 2007 TA228             | 8 octobre 2007        | Spacewatch             |
| (300533) | 2007 TO230             | 8 octobre 2007        | Spacewatch             |
| (300534) | 2007 TB237             | 9 octobre 2007        | Mt. Lemmon Survey      |
| (300535) | 2007 TC238             | 10 octobre 2007       | Spacewatch             |
| (300536) | 2007 TZ238             | 10 octobre 2007       | Mt. Lemmon Survey      |
| (300537) | 2007 TZ243             | 8 octobre 2007        | CSS                    |
| (300538) | 2007 TQ244             | 8 octobre 2007        | CSS                    |
| (300539) | 2007 TP246             | 9 octobre 2007        | CSS                    |
| (300540) | 2007 TD253             | 8 octobre 2007        | Mt. Lemmon Survey      |
| (300541) | 2007 TW255             | 10 octobre 2007       | Spacewatch             |
| (300542) | 2007 TQ257             | 10 octobre 2007       | Spacewatch             |
| (300543) | 2007 TU260             | 10 octobre 2007       | Spacewatch             |
| (300544) | 2007 TL261             | 10 octobre 2007       | Spacewatch             |
| (300545) | 2007 TK262             | 10 octobre 2007       | Spacewatch             |
| (300546) | 2007 TB263             | 10 octobre 2007       | Spacewatch             |
| (300547) | 2007 TD263             | 10 octobre 2007       | Spacewatch             |
| (300548) | 2007 TN266             | 9 octobre 2007        | Spacewatch             |
| (300549) | 2007 TS266             | 9 octobre 2007        | Spacewatch             |
| (300550) | 2007 TJ270             | 9 octobre 2007        | Spacewatch             |
| (300551) | 2007 TL271             | 9 octobre 2007        | Spacewatch             |
| (300552) | 2007 TP272             | 9 octobre 2007        | Spacewatch             |
| (300553) | 2007 TT272             | 9 octobre 2007        | Spacewatch             |
| (300554) | 2007 TC276             | 11 octobre 2007       | Mt. Lemmon Survey      |
| (300555) | 2007 TA293             | 8 octobre 2007        | Mt. Lemmon Survey      |
| (300556) | 2007 TN296             | 10 octobre 2007       | Mt. Lemmon Survey      |
| (300557) | 2007 TC298             | 11 octobre 2007       | Mt. Lemmon Survey      |
| (300558) | 2007 TB299             | 12 octobre 2007       | Spacewatch             |
| (300559) | 2007 TT302             | 12 octobre 2007       | Spacewatch             |
| (300560) | 2007 TQ319             | 12 octobre 2007       | Spacewatch             |
| (300561) | 2007 TH320             | 13 octobre 2007       | CSS                    |
| (300562) | 2007 TS326             | 11 octobre 2007       | Spacewatch             |
| (300563) | 2007 TF327             | 11 octobre 2007       | Spacewatch             |
| (300564) | 2007 TO327             | 11 octobre 2007       | Spacewatch             |
| (300565) | 2007 TG331             | 11 octobre 2007       | Spacewatch             |
| (300566) | 2007 TU331             | 11 octobre 2007       | Spacewatch             |
| (300567) | 2007 TU333             | 11 octobre 2007       | Spacewatch             |
| (300568) | 2007 TS336             | 12 octobre 2007       | Spacewatch             |
| (300569) | 2007 TP337             | 13 octobre 2007       | CSS                    |
| (300570) | 2007 TA338             | 13 octobre 2007       | CSS                    |
| (300571) | 2007 TH342             | 9 octobre 2007        | Mt. Lemmon Survey      |
| (300572) | 2007 TG344             | 10 octobre 2007       | Mt. Lemmon Survey      |
| (300573) | 2007 TX353             | 10 octobre 2007       | Spacewatch             |
| (300574) | 2007 TM360             | 14 octobre 2007       | Mt. Lemmon Survey      |
| (300575) | 2007 TG361             | 14 octobre 2007       | Mt. Lemmon Survey      |
| (300576) | 2007 TB363             | 14 octobre 2007       | Mt. Lemmon Survey      |
| (300577) | 2007 TA367             | 9 octobre 2007        | Spacewatch             |
| (300578) | 2007 TF367             | 10 octobre 2007       | Mt. Lemmon Survey      |
| (300579) | 2007 TG368             | 10 octobre 2007       | Mt. Lemmon Survey      |
| (300580) | 2007 TA371             | 12 octobre 2007       | Mt. Lemmon Survey      |
| (300581) | 2007 TD372             | 13 octobre 2007       | Mt. Lemmon Survey      |
| (300582) | 2007 TT373             | 14 octobre 2007       | Spacewatch             |
| (300583) | 2007 TM385             | 15 octobre 2007       | CSS                    |
| (300584) | 2007 TC386             | 15 octobre 2007       | CSS                    |
| (300585) | 2007 TL388             | 13 octobre 2007       | Mt. Lemmon Survey      |
| (300586) | 2007 TW388             | 13 octobre 2007       | CSS                    |
| (300587) | 2007 TJ393             | 13 octobre 2007       | Spacewatch             |
| (300588) | 2007 TD398             | 15 octobre 2007       | Spacewatch             |
| (300589) | 2007 TQ398             | 15 octobre 2007       | Mt. Lemmon Survey      |
| (300590) | 2007 TE404             | 15 octobre 2007       | Spacewatch             |
| (300591) | 2007 TA405             | 15 octobre 2007       | Spacewatch             |
| (300592) | 2007 TM411             | 13 octobre 2007       | CSS                    |
| (300593) | 2007 TF412             | 14 octobre 2007       | CSS                    |
| (300594) | 2007 TN418             | 4 octobre 2007        | Spacewatch             |
| (300595) | 2007 TK419             | 13 octobre 2007       | Spacewatch             |
| (300596) | 2007 TN419             | 14 octobre 2007       | Mt. Lemmon Survey      |
| (300597) | 2007 TD421             | 11 octobre 2007       | CSS                    |
| (300598) | 2007 TA426             | 9 octobre 2007        | Spacewatch             |
| (300599) | 2007 TW430             | 15 octobre 2007       | Mt. Lemmon Survey      |
| (300600) | 2007 TX430             | 15 octobre 2007       | Mt. Lemmon Survey      |

### 300601-300700
| Nom                 | Désignation provisoire | Date de la découverte | Découvreur             |
| ------------------- | ---------------------- | --------------------- | ---------------------- |
| (300601)            | 2007 TO432             | 6 octobre 2007        | Spacewatch             |
| (300602)            | 2007 TE434             | 7 octobre 2007        | Spacewatch             |
| (300603)            | 2007 TB435             | 9 octobre 2007        | CSS                    |
| (300604)            | 2007 TJ436             | 4 octobre 2007        | CSS                    |
| (300605)            | 2007 TF438             | 4 octobre 2007        | Spacewatch             |
| (300606)            | 2007 TO439             | 4 octobre 2007        | Spacewatch             |
| (300607)            | 2007 TA441             | 10 octobre 2007       | CSS                    |
| (300608)            | 2007 TT441             | 8 octobre 2007        | Spacewatch             |
| (300609)            | 2007 TE445             | 12 octobre 2007       | LINEAR                 |
| (300610)            | 2007 TP448             | 8 octobre 2007        | Mt. Lemmon Survey      |
| (300611)            | 2007 TB452             | 14 octobre 2007       | Mt. Lemmon Survey      |
| (300612)            | 2007 UJ1               | 16 octobre 2007       | BATTeRS                |
| (300613)            | 2007 UP5               | 20 octobre 2007       | BATTeRS                |
| (300614)            | 2007 UL9               | 17 octobre 2007       | LONEOS                 |
| (300615)            | 2007 UJ11              | 19 octobre 2007       | LINEAR                 |
| (300616)            | 2007 UU11              | 19 octobre 2007       | LINEAR                 |
| (300617)            | 2007 UV11              | 19 octobre 2007       | LINEAR                 |
| (300618)            | 2007 UA16              | 18 octobre 2007       | Mt. Lemmon Survey      |
| (300619)            | 2007 UL20              | 18 octobre 2007       | Mt. Lemmon Survey      |
| (300620)            | 2007 US22              | 16 octobre 2007       | Spacewatch             |
| (300621)            | 2007 UL26              | 19 octobre 2007       | LONEOS                 |
| (300622)            | 2007 UW28              | 17 octobre 2007       | Mt. Lemmon Survey      |
| (300623)            | 2007 UG33              | 16 octobre 2007       | CSS                    |
| (300624)            | 2007 UR33              | 16 octobre 2007       | CSS                    |
| (300625)            | 2007 UW36              | 19 octobre 2007       | CSS                    |
| (300626)            | 2007 UR37              | 17 mars 2005          | Spacewatch             |
| (300627)            | 2007 UE38              | 10 septembre 2007     | Mt. Lemmon Survey      |
| (300628)            | 2007 UX39              | 20 octobre 2007       | Mt. Lemmon Survey      |
| (300629)            | 2007 UE41              | 16 octobre 2007       | Spacewatch             |
| (300630)            | 2007 UJ42              | 11 janvier 2000       | Spacewatch             |
| (300631)            | 2007 UM43              | 18 octobre 2007       | Spacewatch             |
| (300632)            | 2007 UB47              | 20 octobre 2007       | CSS                    |
| (300633)            | 2007 UO47              | 19 octobre 2007       | LONEOS                 |
| (300634) Chuwenshin | 2007 UT47              | 19 octobre 2007       | LUSS                   |
| (300635)            | 2007 UN54              | 30 octobre 2007       | Spacewatch             |
| (300636)            | 2007 UT55              | 30 octobre 2007       | Spacewatch             |
| (300637)            | 2007 UZ55              | 30 octobre 2007       | Spacewatch             |
| (300638)            | 2007 UA59              | 30 octobre 2007       | Mt. Lemmon Survey      |
| (300639)            | 2007 UG59              | 30 octobre 2007       | Mt. Lemmon Survey      |
| (300640)            | 2007 UU59              | 30 octobre 2007       | Mt. Lemmon Survey      |
| (300641)            | 2007 UM60              | 30 octobre 2007       | Mt. Lemmon Survey      |
| (300642)            | 2007 UQ60              | 30 octobre 2007       | Mt. Lemmon Survey      |
| (300643)            | 2007 UQ65              | 31 octobre 2007       | Cordell-Lorenz         |
| (300644)            | 2007 UK75              | 31 octobre 2007       | Spacewatch             |
| (300645)            | 2007 UQ76              | 31 octobre 2007       | Mt. Lemmon Survey      |
| (300646)            | 2007 UV81              | 30 octobre 2007       | Spacewatch             |
| (300647)            | 2007 UE82              | 30 octobre 2007       | Spacewatch             |
| (300648)            | 2007 UH83              | 30 octobre 2007       | Spacewatch             |
| (300649)            | 2007 UJ84              | 30 octobre 2007       | Spacewatch             |
| (300650)            | 2007 UW84              | 30 octobre 2007       | Spacewatch             |
| (300651)            | 2007 UC85              | 30 octobre 2007       | Spacewatch             |
| (300652)            | 2007 UY87              | 30 octobre 2007       | Spacewatch             |
| (300653)            | 2007 UZ88              | 30 octobre 2007       | Mt. Lemmon Survey      |
| (300654)            | 2007 UV99              | 30 octobre 2007       | Spacewatch             |
| (300655)            | 2007 UA102             | 30 octobre 2007       | Spacewatch             |
| (300656)            | 2007 UX107             | 30 octobre 2007       | Spacewatch             |
| (300657)            | 2007 UL108             | 30 octobre 2007       | Spacewatch             |
| (300658)            | 2007 UQ118             | 31 octobre 2007       | Mt. Lemmon Survey      |
| (300659)            | 2007 UV122             | 30 octobre 2007       | Spacewatch             |
| (300660)            | 2007 UW123             | 31 octobre 2007       | CSS                    |
| (300661)            | 2007 UQ125             | 18 octobre 2007       | Mt. Lemmon Survey      |
| (300662)            | 2007 UR125             | 19 octobre 2007       | CSS                    |
| (300663)            | 2007 UL129             | 24 octobre 2007       | Mt. Lemmon Survey      |
| (300664)            | 2007 UO129             | 30 octobre 2007       | Spacewatch             |
| (300665)            | 2007 UM130             | 19 octobre 2007       | LONEOS                 |
| (300666)            | 2007 UV137             | 18 octobre 2007       | Spacewatch             |
| (300667)            | 2007 UX138             | 21 octobre 2007       | Mt. Lemmon Survey      |
| (300668)            | 2007 UP140             | 18 octobre 2007       | Spacewatch             |
| (300669)            | 2007 VM5               | 3 novembre 2007       | OAM                    |
| (300670)            | 2007 VQ5               | 4 novembre 2007       | Chante-Perdrix         |
| (300671)            | 2007 VE7               | 1er novembre 2007     | Spacewatch             |
| (300672)            | 2007 VH11              | 2 novembre 2007       | Mt. Lemmon Survey      |
| (300673)            | 2007 VZ11              | 5 novembre 2007       | PMO NEO Survey Program |
| (300674)            | 2007 VL12              | 1er novembre 2007     | Spacewatch             |
| (300675)            | 2007 VJ13              | 1er novembre 2007     | Mt. Lemmon Survey      |
| (300676)            | 2007 VR19              | 1er novembre 2007     | Spacewatch             |
| (300677)            | 2007 VB20              | 1er novembre 2007     | Spacewatch             |
| (300678)            | 2007 VA23              | 2 novembre 2007       | Mt. Lemmon Survey      |
| (300679)            | 2007 VJ25              | 2 novembre 2007       | CSS                    |
| (300680)            | 2007 VL26              | 2 novembre 2007       | Mt. Lemmon Survey      |
| (300681)            | 2007 VQ27              | 2 novembre 2007       | Mt. Lemmon Survey      |
| (300682)            | 2007 VH29              | 3 novembre 2007       | Mt. Lemmon Survey      |
| (300683)            | 2007 VU30              | 2 novembre 2007       | Spacewatch             |
| (300684)            | 2007 VV30              | 2 novembre 2007       | Spacewatch             |
| (300685)            | 2007 VO31              | 2 novembre 2007       | Spacewatch             |
| (300686)            | 2007 VB39              | 3 novembre 2007       | Mt. Lemmon Survey      |
| (300687)            | 2007 VY43              | 1er novembre 2007     | Spacewatch             |
| (300688)            | 2007 VK44              | 1er novembre 2007     | Spacewatch             |
| (300689)            | 2007 VE47              | 1er novembre 2007     | Spacewatch             |
| (300690)            | 2007 VV47              | 1er novembre 2007     | Spacewatch             |
| (300691)            | 2007 VF50              | 1er novembre 2007     | Spacewatch             |
| (300692)            | 2007 VD53              | 1er novembre 2007     | Spacewatch             |
| (300693)            | 2007 VN54              | 1er novembre 2007     | Spacewatch             |
| (300694)            | 2007 VA55              | 1er novembre 2007     | Spacewatch             |
| (300695)            | 2007 VQ61              | 1er novembre 2007     | Spacewatch             |
| (300696)            | 2007 VZ61              | 1er novembre 2007     | Spacewatch             |
| (300697)            | 2007 VE63              | 1er novembre 2007     | Spacewatch             |
| (300698)            | 2007 VZ65              | 2 novembre 2007       | Spacewatch             |
| (300699)            | 2007 VY67              | 3 novembre 2007       | Mt. Lemmon Survey      |
| (300700)            | 2007 VG72              | 1er novembre 2007     | Spacewatch             |

### 300701-300800
| Nom      | Désignation provisoire | Date de la découverte | Découvreur             |
| -------- | ---------------------- | --------------------- | ---------------------- |
| (300701) | 2007 VJ89              | 4 novembre 2007       | LINEAR                 |
| (300702) | 2007 VZ90              | 6 novembre 2007       | LINEAR                 |
| (300703) | 2007 VG94              | 7 novembre 2007       | BATTeRS                |
| (300704) | 2007 VP94              | 7 novembre 2007       | BATTeRS                |
| (300705) | 2007 VP99              | 2 novembre 2007       | Spacewatch             |
| (300706) | 2007 VM100             | 2 novembre 2007       | Spacewatch             |
| (300707) | 2007 VY101             | 2 novembre 2007       | Mt. Lemmon Survey      |
| (300708) | 2007 VX102             | 3 novembre 2007       | Spacewatch             |
| (300709) | 2007 VU108             | 3 novembre 2007       | Spacewatch             |
| (300710) | 2007 VJ110             | 3 novembre 2007       | Spacewatch             |
| (300711) | 2007 VN113             | 3 novembre 2007       | Spacewatch             |
| (300712) | 2007 VV114             | 3 novembre 2007       | Spacewatch             |
| (300713) | 2007 VQ115             | 3 novembre 2007       | Spacewatch             |
| (300714) | 2007 VJ117             | 3 novembre 2007       | Spacewatch             |
| (300715) | 2007 VO117             | 3 novembre 2007       | LUSS                   |
| (300716) | 2007 VP117             | 4 novembre 2007       | Spacewatch             |
| (300717) | 2007 VC120             | 5 novembre 2007       | Spacewatch             |
| (300718) | 2007 VH120             | 5 novembre 2007       | Spacewatch             |
| (300719) | 2007 VG121             | 5 novembre 2007       | Spacewatch             |
| (300720) | 2007 VS121             | 5 novembre 2007       | Spacewatch             |
| (300721) | 2007 VW124             | 5 novembre 2007       | Mt. Lemmon Survey      |
| (300722) | 2007 VC125             | 5 novembre 2007       | Spacewatch             |
| (300723) | 2007 VD125             | 5 novembre 2007       | PMO NEO Survey Program |
| (300724) | 2007 VP125             | 7 novembre 2007       | CSS                    |
| (300725) | 2007 VP132             | 2 novembre 2007       | Mt. Lemmon Survey      |
| (300726) | 2007 VW132             | 2 novembre 2007       | Mt. Lemmon Survey      |
| (300727) | 2007 VW133             | 2 novembre 2007       | CSS                    |
| (300728) | 2007 VV137             | 6 novembre 2007       | PMO NEO Survey Program |
| (300729) | 2007 VK141             | 4 novembre 2007       | Spacewatch             |
| (300730) | 2007 VF142             | 4 novembre 2007       | Spacewatch             |
| (300731) | 2007 VR142             | 4 novembre 2007       | Spacewatch             |
| (300732) | 2007 VP144             | 4 novembre 2007       | Spacewatch             |
| (300733) | 2007 VE145             | 4 novembre 2007       | Spacewatch             |
| (300734) | 2007 VH147             | 28 janvier 2004       | Spacewatch             |
| (300735) | 2007 VL147             | 4 novembre 2007       | Spacewatch             |
| (300736) | 2007 VX148             | 7 novembre 2007       | Mt. Lemmon Survey      |
| (300737) | 2007 VY148             | 7 novembre 2007       | Mt. Lemmon Survey      |
| (300738) | 2007 VP155             | 5 novembre 2007       | Spacewatch             |
| (300739) | 2007 VZ157             | 5 novembre 2007       | Spacewatch             |
| (300740) | 2007 VT161             | 5 novembre 2007       | Spacewatch             |
| (300741) | 2007 VJ165             | 5 novembre 2007       | Spacewatch             |
| (300742) | 2007 VN167             | 5 novembre 2007       | Spacewatch             |
| (300743) | 2007 VS171             | 7 novembre 2007       | Spacewatch             |
| (300744) | 2007 VO180             | 7 novembre 2007       | CSS                    |
| (300745) | 2007 VU189             | 13 novembre 2007      | OAM                    |
| (300746) | 2007 VR190             | 8 novembre 2007       | Spacewatch             |
| (300747) | 2007 VV191             | 4 novembre 2007       | Mt. Lemmon Survey      |
| (300748) | 2007 VD192             | 4 novembre 2007       | Mt. Lemmon Survey      |
| (300749) | 2007 VP192             | 4 novembre 2007       | Mt. Lemmon Survey      |
| (300750) | 2007 VC201             | 9 novembre 2007       | Mt. Lemmon Survey      |
| (300751) | 2007 VL209             | 7 novembre 2007       | Spacewatch             |
| (300752) | 2007 VX211             | 9 novembre 2007       | Spacewatch             |
| (300753) | 2007 VL215             | 9 novembre 2007       | Spacewatch             |
| (300754) | 2007 VL221             | 12 novembre 2007      | Mt. Lemmon Survey      |
| (300755) | 2007 VY221             | 13 novembre 2007      | Spacewatch             |
| (300756) | 2007 VR224             | 9 novembre 2007       | Mt. Lemmon Survey      |
| (300757) | 2007 VK229             | 7 novembre 2007       | Spacewatch             |
| (300758) | 2007 VZ229             | 7 novembre 2007       | Spacewatch             |
| (300759) | 2007 VC234             | 9 novembre 2007       | Hug, G.                |
| (300760) | 2007 VP235             | 9 novembre 2007       | Spacewatch             |
| (300761) | 2007 VE237             | 11 novembre 2007      | Mt. Lemmon Survey      |
| (300762) | 2007 VR238             | 13 novembre 2007      | Spacewatch             |
| (300763) | 2007 VN240             | 7 novembre 2007       | CSS                    |
| (300764) | 2007 VV242             | 13 novembre 2007      | Mt. Lemmon Survey      |
| (300765) | 2007 VL244             | 15 novembre 2007      | OAM                    |
| (300766) | 2007 VX244             | 14 novembre 2007      | BATTeRS                |
| (300767) | 2007 VU247             | 13 novembre 2007      | Mt. Lemmon Survey      |
| (300768) | 2007 VE251             | 9 novembre 2007       | CSS                    |
| (300769) | 2007 VT251             | 10 novembre 2007      | Mt. Lemmon Survey      |
| (300770) | 2007 VW251             | 12 novembre 2007      | CSS                    |
| (300771) | 2007 VN257             | 13 novembre 2007      | CSS                    |
| (300772) | 2007 VO257             | 13 novembre 2007      | CSS                    |
| (300773) | 2007 VV258             | 15 novembre 2007      | Mt. Lemmon Survey      |
| (300774) | 2007 VH261             | 13 novembre 2007      | Spacewatch             |
| (300775) | 2007 VN261             | 13 novembre 2007      | Spacewatch             |
| (300776) | 2007 VA269             | 12 novembre 2007      | LINEAR                 |
| (300777) | 2007 VU276             | 14 novembre 2007      | Spacewatch             |
| (300778) | 2007 VT279             | 14 novembre 2007      | Spacewatch             |
| (300779) | 2007 VM285             | 14 novembre 2007      | Spacewatch             |
| (300780) | 2007 VY285             | 14 novembre 2007      | Spacewatch             |
| (300781) | 2007 VW286             | 15 novembre 2007      | CSS                    |
| (300782) | 2007 VX286             | 15 novembre 2007      | CSS                    |
| (300783) | 2007 VF287             | 15 novembre 2007      | CSS                    |
| (300784) | 2007 VL299             | 12 novembre 2007      | CSS                    |
| (300785) | 2007 VN303             | 3 novembre 2007       | CSS                    |
| (300786) | 2007 VF309             | 9 novembre 2007       | Mt. Lemmon Survey      |
| (300787) | 2007 VA312             | 2 novembre 2007       | Spacewatch             |
| (300788) | 2007 VG315             | 5 novembre 2007       | Mt. Lemmon Survey      |
| (300789) | 2007 VN315             | 6 novembre 2007       | Spacewatch             |
| (300790) | 2007 VF318             | 1er novembre 2007     | Spacewatch             |
| (300791) | 2007 VF321             | 8 novembre 2007       | Spacewatch             |
| (300792) | 2007 VN321             | 13 novembre 2007      | Mt. Lemmon Survey      |
| (300793) | 2007 VX321             | 8 novembre 2007       | CSS                    |
| (300794) | 2007 VU323             | 4 novembre 2007       | LINEAR                 |
| (300795) | 2007 VM331             | 6 novembre 2007       | Spacewatch             |
| (300796) | 2007 VR331             | 7 novembre 2007       | Spacewatch             |
| (300797) | 2007 VT331             | 7 novembre 2007       | Spacewatch             |
| (300798) | 2007 VV331             | 7 novembre 2007       | Mt. Lemmon Survey      |
| (300799) | 2007 VZ331             | 7 novembre 2007       | Mt. Lemmon Survey      |
| (300800) | 2007 VB332             | 7 novembre 2007       | LINEAR                 |

### 300801-300900
| Nom                | Désignation provisoire | Date de la découverte | Découvreur             |
| ------------------ | ---------------------- | --------------------- | ---------------------- |
| (300801)           | 2007 VC332             | 7 novembre 2007       | LINEAR                 |
| (300802)           | 2007 WJ                | 17 novembre 2007      | BATTeRS                |
| (300803)           | 2007 WK1               | 16 novembre 2007      | Chante-Perdrix         |
| (300804)           | 2007 WB2               | 17 novembre 2007      | BATTeRS                |
| (300805)           | 2007 WY5               | 17 novembre 2007      | LINEAR                 |
| (300806)           | 2007 WU6               | 18 novembre 2007      | LINEAR                 |
| (300807)           | 2007 WW6               | 18 novembre 2007      | LINEAR                 |
| (300808)           | 2007 WM12              | 17 novembre 2007      | CSS                    |
| (300809)           | 2007 WJ13              | 18 novembre 2007      | Mt. Lemmon Survey      |
| (300810)           | 2007 WZ14              | 18 novembre 2007      | Mt. Lemmon Survey      |
| (300811)           | 2007 WN21              | 17 novembre 2007      | Spacewatch             |
| (300812)           | 2007 WE22              | 17 novembre 2007      | Spacewatch             |
| (300813)           | 2007 WA24              | 18 novembre 2007      | Mt. Lemmon Survey      |
| (300814)           | 2007 WG24              | 14 septembre 2007     | Mt. Lemmon Survey      |
| (300815)           | 2007 WD36              | 19 novembre 2007      | Mt. Lemmon Survey      |
| (300816)           | 2007 WF36              | 19 novembre 2007      | Mt. Lemmon Survey      |
| (300817)           | 2007 WY43              | 19 novembre 2007      | Mt. Lemmon Survey      |
| (300818)           | 2007 WJ44              | 19 novembre 2007      | Mt. Lemmon Survey      |
| (300819)           | 2007 WD46              | 20 novembre 2007      | Mt. Lemmon Survey      |
| (300820)           | 2007 WV52              | 17 novembre 2007      | Hug, G.                |
| (300821)           | 2007 WH55              | 30 novembre 2007      | OAM                    |
| (300822)           | 2007 WE56              | 30 novembre 2007      | Yang, T.-C., Ye, Q.-z. |
| (300823)           | 2007 WJ61              | 16 novembre 2007      | LINEAR                 |
| (300824)           | 2007 XR3               | 3 décembre 2007       | Yeung, W. K. Y.        |
| (300825)           | 2007 XL9               | 4 décembre 2007       | Mt. Lemmon Survey      |
| (300826)           | 2007 XJ13              | 4 décembre 2007       | CSS                    |
| (300827)           | 2007 XT17              | 10 décembre 2007      | LINEAR                 |
| (300828)           | 2007 XE20              | 11 septembre 2002     | NEAT                   |
| (300829)           | 2007 XQ20              | 12 décembre 2007      | OAM                    |
| (300830)           | 2007 XK22              | 10 décembre 2007      | LINEAR                 |
| (300831)           | 2007 XE25              | 15 décembre 2007      | Sheridan, E.           |
| (300832)           | 2007 XV28              | 15 décembre 2007      | Spacewatch             |
| (300833)           | 2007 XJ30              | 15 décembre 2007      | Spacewatch             |
| (300834)           | 2007 XS32              | 15 décembre 2007      | Spacewatch             |
| (300835)           | 2007 XQ33              | 10 décembre 2007      | LINEAR                 |
| (300836)           | 2007 XX34              | 13 décembre 2007      | LINEAR                 |
| (300837)           | 2007 XA35              | 13 décembre 2007      | LINEAR                 |
| (300838)           | 2007 XL36              | 13 décembre 2007      | LINEAR                 |
| (300839)           | 2007 XZ38              | 13 décembre 2007      | LINEAR                 |
| (300840)           | 2007 XT42              | 15 décembre 2007      | Spacewatch             |
| (300841)           | 2007 XW47              | 15 décembre 2007      | Spacewatch             |
| (300842)           | 2007 XA50              | 15 décembre 2007      | Spacewatch             |
| (300843)           | 2007 XP53              | 14 décembre 2007      | Mt. Lemmon Survey      |
| (300844)           | 2007 XT54              | 4 décembre 2007       | Spacewatch             |
| (300845)           | 2007 YH3               | 17 décembre 2007      | Hug, G.                |
| (300846)           | 2007 YU9               | 16 décembre 2007      | Mt. Lemmon Survey      |
| (300847)           | 2007 YV13              | 17 décembre 2007      | Mt. Lemmon Survey      |
| (300848)           | 2007 YX14              | 19 décembre 2007      | BATTeRS                |
| (300849)           | 2007 YP17              | 16 décembre 2007      | Spacewatch             |
| (300850)           | 2007 YX18              | 3 décembre 2007       | Spacewatch             |
| (300851)           | 2007 YD25              | 18 décembre 2007      | Mt. Lemmon Survey      |
| (300852)           | 2007 YR30              | 28 décembre 2007      | Spacewatch             |
| (300853)           | 2007 YR31              | 28 décembre 2007      | Spacewatch             |
| (300854) Changyuin | 2007 YV31              | 28 décembre 2007      | LUSS                   |
| (300855)           | 2007 YZ33              | 28 décembre 2007      | Spacewatch             |
| (300856)           | 2007 YP36              | 30 décembre 2007      | Mt. Lemmon Survey      |
| (300857)           | 2007 YW37              | 30 décembre 2007      | Mt. Lemmon Survey      |
| (300858)           | 2007 YD43              | 30 décembre 2007      | CSS                    |
| (300859)           | 2007 YP45              | 30 décembre 2007      | Mt. Lemmon Survey      |
| (300860)           | 2007 YW46              | 30 décembre 2007      | Mt. Lemmon Survey      |
| (300861)           | 2007 YJ51              | 28 décembre 2007      | Spacewatch             |
| (300862)           | 2007 YS68              | 30 décembre 2007      | Spacewatch             |
| (300863)           | 2007 YA69              | 17 décembre 2007      | Spacewatch             |
| (300864)           | 2007 YM69              | 30 décembre 2007      | Spacewatch             |
| (300865)           | 2007 YR71              | 17 décembre 2007      | Mt. Lemmon Survey      |
| (300866)           | 2007 YC72              | 18 décembre 2007      | Mt. Lemmon Survey      |
| (300867)           | 2008 AR4               | 4 janvier 2008        | PMO NEO Survey Program |
| (300868)           | 2008 AN11              | 10 janvier 2008       | Mt. Lemmon Survey      |
| (300869)           | 2008 AA13              | 10 janvier 2008       | Mt. Lemmon Survey      |
| (300870)           | 2008 AS24              | 10 janvier 2008       | Mt. Lemmon Survey      |
| (300871)           | 2008 AT27              | 10 janvier 2008       | Mt. Lemmon Survey      |
| (300872)           | 2008 AV29              | 5 janvier 2008        | BATTeRS                |
| (300873)           | 2008 AD32              | 11 janvier 2008       | Spacewatch             |
| (300874)           | 2008 AV54              | 11 janvier 2008       | Spacewatch             |
| (300875)           | 2008 AM65              | 11 janvier 2008       | Mt. Lemmon Survey      |
| (300876)           | 2008 AT74              | 11 janvier 2008       | Spacewatch             |
| (300877)           | 2008 AO78              | 12 janvier 2008       | Spacewatch             |
| (300878)           | 2008 AX78              | 12 janvier 2008       | Spacewatch             |
| (300879)           | 2008 AE87              | 12 janvier 2008       | Mt. Lemmon Survey      |
| (300880)           | 2008 AM92              | 14 janvier 2008       | Spacewatch             |
| (300881)           | 2008 AO96              | 14 janvier 2008       | Spacewatch             |
| (300882)           | 2008 AU96              | 14 janvier 2008       | Spacewatch             |
| (300883)           | 2008 AT116             | 12 janvier 2008       | Spacewatch             |
| (300884)           | 2008 AJ118             | 14 janvier 2008       | Spacewatch             |
| (300885)           | 2008 AJ136             | 12 janvier 2008       | LINEAR                 |
| (300886)           | 2008 AT136             | 13 janvier 2008       | Spacewatch             |
| (300887)           | 2008 AH137             | 15 janvier 2008       | LINEAR                 |
| (300888)           | 2008 AM137             | 1er janvier 2008      | Mt. Lemmon Survey      |
| (300889)           | 2008 BL5               | 16 janvier 2008       | Mt. Lemmon Survey      |
| (300890)           | 2008 BC12              | 18 janvier 2008       | Spacewatch             |
| (300891)           | 2008 BO13              | 19 janvier 2008       | Spacewatch             |
| (300892) Taichung  | 2008 BT15              | 28 janvier 2008       | Lin, C.-S., Ye, Q.-z.  |
| (300893)           | 2008 BY16              | 28 janvier 2008       | OAM                    |
| (300894)           | 2008 BB18              | 30 janvier 2008       | Mt. Lemmon Survey      |
| (300895)           | 2008 BW23              | 31 janvier 2008       | CSS                    |
| (300896)           | 2008 BF24              | 30 janvier 2008       | CSS                    |
| (300897)           | 2008 BQ24              | 30 janvier 2008       | OAM                    |
| (300898)           | 2008 BC25              | 30 janvier 2008       | Hug, G.                |
| (300899)           | 2008 BX30              | 30 janvier 2008       | Mt. Lemmon Survey      |
| (300900)           | 2008 BX32              | 30 janvier 2008       | Spacewatch             |

### 300901-301000
| Nom                   | Désignation provisoire | Date de la découverte | Découvreur              |
| --------------------- | ---------------------- | --------------------- | ----------------------- |
| (300901)              | 2008 BH33              | 30 janvier 2008       | Spacewatch              |
| (300902)              | 2008 BE34              | 30 janvier 2008       | CSS                     |
| (300903)              | 2008 BX38              | 31 janvier 2008       | Mt. Lemmon Survey       |
| (300904)              | 2008 BL39              | 30 janvier 2008       | CSS                     |
| (300905)              | 2008 BZ40              | 31 janvier 2008       | OAM                     |
| (300906)              | 2008 BQ41              | 30 janvier 2008       | CSS                     |
| (300907)              | 2008 BJ42              | 31 janvier 2008       | CSS                     |
| (300908)              | 2008 BV43              | 30 janvier 2008       | CSS                     |
| (300909) Kenthompson  | 2008 BZ45              | 30 janvier 2008       | Glinos, T., Levy, D. H. |
| (300910)              | 2008 BF48              | 17 janvier 2008       | Mt. Lemmon Survey       |
| (300911)              | 2008 BG48              | 17 janvier 2008       | Spacewatch              |
| (300912)              | 2008 BC50              | 17 janvier 2008       | Spacewatch              |
| (300913)              | 2008 CL                | 1er février 2008      | Jarnac                  |
| (300914)              | 2008 CS3               | 2 février 2008        | Spacewatch              |
| (300915)              | 2008 CQ10              | 2 février 2008        | CSS                     |
| (300916)              | 2008 CM16              | 3 février 2008        | Spacewatch              |
| (300917)              | 2008 CO16              | 3 février 2008        | Spacewatch              |
| (300918)              | 2008 CU16              | 3 février 2008        | Spacewatch              |
| (300919)              | 2008 CX16              | 3 février 2008        | Spacewatch              |
| (300920)              | 2008 CA28              | 2 février 2008        | Spacewatch              |
| (300921)              | 2008 CC29              | 2 février 2008        | Spacewatch              |
| (300922)              | 2008 CU36              | 2 février 2008        | Spacewatch              |
| (300923)              | 2008 CA54              | 7 février 2008        | CSS                     |
| (300924)              | 2008 CR54              | 7 février 2008        | Mt. Lemmon Survey       |
| (300925)              | 2008 CO68              | 6 février 2008        | LINEAR                  |
| (300926)              | 2008 CJ69              | 8 février 2008        | LINEAR                  |
| (300927)              | 2008 CE71              | 3 février 2008        | CSS                     |
| (300928) Uderzo       | 2008 CQ72              | 9 février 2008        | Christophe, B.          |
| (300929)              | 2008 CU73              | 6 février 2008        | CSS                     |
| (300930)              | 2008 CQ77              | 6 février 2008        | CSS                     |
| (300931)              | 2008 CS97              | 9 février 2008        | Spacewatch              |
| (300932) Kyslyuk      | 2008 CL117             | 11 février 2008       | Andrushivka             |
| (300933) Teresamarion | 2008 CG118             | 8 février 2008        | OAM                     |
| (300934)              | 2008 CS119             | 14 février 2008       | Kling, R., Zimmer, U.   |
| (300935)              | 2008 CH125             | 8 février 2008        | Spacewatch              |
| (300936)              | 2008 CE129             | 20 janvier 2002       | Spacewatch              |
| (300937)              | 2008 CR131             | 8 février 2008        | Spacewatch              |
| (300938)              | 2008 CF135             | 8 février 2008        | Mt. Lemmon Survey       |
| (300939)              | 2008 CD138             | 8 février 2008        | Spacewatch              |
| (300940)              | 2008 CQ140             | 8 février 2008        | Spacewatch              |
| (300941)              | 2008 CE155             | 9 février 2008        | Mt. Lemmon Survey       |
| (300942)              | 2008 CM168             | 12 février 2008       | Mt. Lemmon Survey       |
| (300943)              | 2008 CT175             | 6 février 2008        | LINEAR                  |
| (300944)              | 2008 CC176             | 6 février 2008        | LINEAR                  |
| (300945)              | 2008 CM177             | 3 février 2008        | Spacewatch              |
| (300946)              | 2008 CC179             | 6 février 2008        | CSS                     |
| (300947)              | 2008 CP183             | 13 février 2008       | CSS                     |
| (300948)              | 2008 CV184             | 10 février 2008       | Siding Spring Survey    |
| (300949)              | 2008 CM185             | 1er février 2008      | Spacewatch              |
| (300950)              | 2008 CJ193             | 2 février 2008        | Spacewatch              |
| (300951)              | 2008 CK193             | 2 février 2008        | Spacewatch              |
| (300952)              | 2008 CS194             | 12 février 2008       | Mt. Lemmon Survey       |
| (300953)              | 2008 CS203             | 12 février 2008       | Spacewatch              |
| (300954)              | 2008 CY209             | 10 février 2008       | LINEAR                  |
| (300955)              | 2008 DR1               | 24 février 2008       | Mt. Lemmon Survey       |
| (300956)              | 2008 DA7               | 24 février 2008       | Spacewatch              |
| (300957)              | 2008 DN11              | 26 février 2008       | Spacewatch              |
| (300958)              | 2008 DH13              | 26 février 2008       | Spacewatch              |
| (300959)              | 2008 DF24              | 27 février 2008       | Mt. Lemmon Survey       |
| (300960)              | 2008 DR29              | 26 février 2008       | Mt. Lemmon Survey       |
| (300961)              | 2008 DQ33              | 27 février 2008       | CSS                     |
| (300962)              | 2008 DU33              | 27 février 2008       | CSS                     |
| (300963)              | 2008 DH48              | 28 février 2008       | Mt. Lemmon Survey       |
| (300964)              | 2008 DP51              | 29 février 2008       | Mt. Lemmon Survey       |
| (300965)              | 2008 DM52              | 29 février 2008       | Spacewatch              |
| (300966)              | 2008 DH71              | 18 février 2008       | Mt. Lemmon Survey       |
| (300967)              | 2008 DQ83              | 28 février 2008       | Spacewatch              |
| (300968)              | 2008 EN3               | 1er mars 2008         | Mt. Lemmon Survey       |
| (300969)              | 2008 EJ19              | 2 mars 2008           | Mt. Lemmon Survey       |
| (300970)              | 2008 EQ29              | 4 mars 2008           | Mt. Lemmon Survey       |
| (300971)              | 2008 EQ38              | 4 mars 2008           | Spacewatch              |
| (300972)              | 2008 EY45              | 5 mars 2008           | Spacewatch              |
| (300973)              | 2008 EW50              | 6 mars 2008           | Mt. Lemmon Survey       |
| (300974)              | 2008 EH83              | 9 mars 2008           | LINEAR                  |
| (300975)              | 2008 EM83              | 9 mars 2008           | LINEAR                  |
| (300976)              | 2008 ER85              | 7 mars 2008           | Spacewatch              |
| (300977)              | 2008 EE91              | 1er mars 2008         | CSS                     |
| (300978)              | 2008 ED98              | 7 mars 2008           | CSS                     |
| (300979)              | 2008 EZ103             | 5 mars 2008           | Mt. Lemmon Survey       |
| (300980)              | 2008 ED108             | 7 mars 2008           | CSS                     |
| (300981)              | 2008 EU130             | 11 mars 2008          | Spacewatch              |
| (300982)              | 2008 EJ133             | 4 avril 2003          | Spacewatch              |
| (300983)              | 2008 EK138             | 11 mars 2008          | Mt. Lemmon Survey       |
| (300984)              | 2008 ES163             | 14 mars 2008          | CSS                     |
| (300985)              | 2008 FB1               | 25 mars 2008          | Spacewatch              |
| (300986)              | 2008 FL1               | 25 mars 2008          | Spacewatch              |
| (300987)              | 2008 FT8               | 26 mars 2008          | Spacewatch              |
| (300988)              | 2008 FW11              | 26 mars 2008          | Mt. Lemmon Survey       |
| (300989)              | 2008 FK16              | 27 mars 2008          | Spacewatch              |
| (300990)              | 2008 FN29              | 28 mars 2008          | Mt. Lemmon Survey       |
| (300991)              | 2008 FF41              | 28 mars 2008          | Spacewatch              |
| (300992)              | 2008 FB62              | 25 mars 2008          | Spacewatch              |
| (300993)              | 2008 FP117             | 31 mars 2008          | Spacewatch              |
| (300994)              | 2008 FS134             | 30 mars 2008          | Spacewatch              |
| (300995)              | 2008 GJ20              | 8 avril 2008          | Mt. Lemmon Survey       |
| (300996)              | 2008 GG21              | 7 avril 2008          | Apitzsch, R.            |
| (300997)              | 2008 GM23              | 1er avril 2008        | Mt. Lemmon Survey       |
| (300998)              | 2008 GF34              | 3 avril 2008          | Mt. Lemmon Survey       |
| (300999)              | 2008 GP49              | 12 mars 2007          | Spacewatch              |
| (301000)              | 2008 GG69              | 6 avril 2008          | Spacewatch              |

## Sources
- (en) Base de données du Centre des planètes mineures